# オレンズ
オレンズとは、ぺんてるが販売している、シャープペンシルの商品名である。2014年2月に発売した。

## 概要
芯の減りに合わせて、先端のガイドパイプが動く「オレンズシステム」を搭載している。このシステムにより、常にガイドパイプが芯を保護し、芯の折れを防いでいる。また、ガイドパイプの先端の摩擦を低減し、筆記時の紙への引っ掛かりを無くすことで、書き心地の悪化も防いでいる。

## ラインナップ

### オレンズ
- オレンズ
  - 軸色 - ブラック、ネイビー、カーキ、グレー、ピンク / ブラック、ディープレッド、ミントグリーン、パステルピンク、セレニティーブルー、ホワイト / ネイビー、チェリーレッド、ミントグリーン、ピーチピンク、ソーダブルー、ベリーパープル、ホワイト
  - 芯径 - 0.2mm / 0.3mm / 0.5mm
  - 価格 - 税込550円
  - 型番 - XPP502 / XPP503 / XPP505
- オレンズ 限定 クリアボディ
  - 軸色 - クリアグリーン、クリアイエロー、クリアピンク、クリアスカイブルー、クリアバイオレット、クリアホワイト
  - 芯径 - 0.5mm
  - 価格 - 税込550円
  - 型番 - XPP505

### オレンズネロ（自動芯出し機構搭載）
- オレンズネロ 0.2mm
  - 軸色 - ブラック、ブルーブラック、ガンメタル（後ろの2つは限定色）
  - 芯径 - 0.2mm
  - 価格 - 税込3300円
  - 型番 - PP3002､
- オレンズネロ 0.3mm
  - 軸色 - ブラック、ブルーブラック、ガンメタル（後ろの2つは限定色）
  - 芯径 - 0.3mm
  - 価格 - 税込3300円
  - 型番 - PP3003
- オレンズネロ 0.5mm
  - 軸色 - ブラック
  - 芯径 - 0.5mm
  - 価格 - 税込3300円
  - 型番 - PP3005

### オレンズ メタルグリップタイプ
- オレンズ メタルグリップタイプ 0.2mm
  - 軸色 - ブラック、ネイビー、ホワイト、シルバー
  - 芯径 - 0.2mm
  - 価格 - 税込1100円
  - 型番 - XPP1002
- オレンズ メタルグリップタイプ 0.3mm
  - 軸色 - ブラック、ネイビー、ホワイト、シルバー
  - 芯径 - 0.3mm
  - 価格 - 税込1100円
  - 型番 - XPP1003
- オレンズ メタルグリップタイプ 0.5mm
  - 軸色 - ブラック、レッド、スカイブルー、シルバー
  - 芯径 - 0.5mm
  - 価格 - 税込1100円
  - 型番 - XPP1005

### オレンズ メタルグリップタイプ〈新グリップ〉
- オレンズ メタルグリップタイプ〈新グリップ〉 0.2mm
  - 軸色 - ブラック、ダークブルー、ターコイズブルー
  - 芯径 - 0.2mm
  - 価格 - 税込1100円
  - 型番 - XPP1002
- オレンズ メタルグリップタイプ〈新グリップ〉 0.3mm
  - 軸色 - ブラック、レッド、ダークブルー、シャンパンゴールド
  - 芯径 - 0.3mm
  - 価格 - 税込1100円
  - 型番 - XPP1003
- オレンズ メタルグリップタイプ〈新グリップ〉 0.5mm
  - 軸色 - ブラック、レッド、ダークブルー、スカイブルー
  - 芯径 - 0.5mm
  - 価格 - 税込1100円
  - 型番 - XPP1005

### オレンズ AT デュアルグリップタイプ（自動芯出し機構搭載）
- オレンズ AT デュアルグリップタイプ 0.5mm
  - 軸色 - ダークレッド、ダークブルー、グレー、シルバー
  - 芯径 - 0.5mm
  - 価格 - 税込2200円
  - 型番 - XPP2005
- オレンズAT デュアルグリップタイプ 限定Cool Nuance 0.5mm
  - 軸色 - コバルトグリーン、アッシュブロンズ、セレストブルー、ウィスタリア
  - 芯径 - 税込2200円
  - 型番 - XPP2005

## 過去のラインナップ

### オレンズ ラバーグリップ付きタイプ
2015年8月発売。2017年廃番。
- オレンズ ラバーグリップ付きタイプ 0.2mm
  - 軸色 - ブラック、オレンジ、ホワイト
  - 芯径 - 0.2mm
  - 価格 - 税抜600円
  - 型番 - XPP602G
- オレンズ ラバーグリップ付きタイプ 0.3mm
  - 軸色 - ブラック、オレンジ、ホワイト
  - 芯径 - 0.3mm
  - 価格 - 税抜600円
  - 型番 - XPP603G